# Transformers (videojuego de 2003)
Transformers (トランスフォーマー?), también conocido como Transformers Tatakai o Tataki, Transformers: Call of the Future, es un videojuego de acción de disparos en tercera persona desarrollado por Winkysoft y publicado por Takara para PlayStation 2. El primero desde The Transformers: Mystery of Convoy (1986), un juego sobre el universo ficticio de robots "primera generación" de Transformers. Anunciado como Transformers: Generation Zero en el Tokyo Game Show en septiembre de 2002, lanzado exclusivamente en Japón el 30 de octubre de 2003.

## Trama
Varios robots de grupos opuestos de Transformers, Autobots y Decepticons desaparecen mientras estudian dos aviones no identificados que aterrizaron en el planeta Zel Shumin (Samin), una misteriosa fuente de energía en la que se utiliza por los habitantes de los planetas habitados vecinos. El comandante Autobot Optimus Prime y el líder Decepticon Megatron siguen personalmente a sus camaradas.

## Jugabilidad
El jugador elige su bando preferido (Autobots o Decepticons), un robot que controlará directamente, dos robots asistentes y su ubicación con respecto al principal, estos últimos deberían introducir potencialmente un determinado elemento estratégico, que afectaría a la naturaleza de sus acciones, pero, según el observador del portal IGN, en general esto tiene poco efecto sobre lo que está sucediendo. Durante la partida inicial, hay tres opciones para elegir entre el transformador principal: respectivamente, Optimus Prime, Wheeljack y Jazz para los Autobots y Megatron, Starscream y Soundwave para los Decepticons. Después de completar con éxito un juego, comenzar uno nuevo abre el acceso a una gama más amplia de personajes.
El juego se divide en 10 niveles y consiste principalmente en que el equipo avanza a través de una serie de cañoness del planeta, durante los cuales en cada sección necesitas destruir enemigos para llegar al siguiente (que de otro modo se impide mediante una barrera invisible). También hay misiones, cuyo objetivo es, por ejemplo, cruzar un campo minado o disparar a objetivos. Completar el juego para ambos lados lleva aproximadamente 10 horas en dificultad normal.
El jugador puede patear o golpear disparar con un arma a distancia (consume energía), use combinaciones de técnicas (incluidas las conjuntas con asistentes y otras adicionales al final de la batalla con jefe de nivel). Después de transformarse de una forma de robot a un dispositivo técnico, es posible utilizar ataques especiales. Además, el personaje controlado puede saltar y protegerse bloqueando de los golpes que le inflijan.
En lugar de los oponentes derrotados, aparecen cubos de energía o potenciadores, que reponen la salud o las escalas de energía. El tercer indicador es el indicador de "chispa" (según el canon del universo, la entidad que anima cada transformador): se llena a medida que se inflige daño a los enemigos. Energon se utiliza al final de cada nivel para mejorar las características de un personaje o arma al completar toda la campaña, las mejoras realizadas durante este tiempo se reinician y no se trasladan a futuros nuevos inicios. La energía, además de disparar, también se gasta en permanecer en el modo técnica y utilizar técnicas especiales.
El juego solo tiene actuación de voz en inglés, además, es posible cambiar el menú y otros textos mostrados al inglés.

## Recepción
Los críticos incluyen escenas de alta calidad entre los aspectos exitosos del juego; Algunos duran más de 10 minutos, pero puedes omitirlos. Hablan favorablemente de la presencia de un gran número (unos 100 en total) no sólo los transformers más populares, sino también los menos conocidos de la primera generación, tanto entre los NPC como entre aquellos disponibles para control (38). Al mismo tiempo, su apariencia y animación transformaciones entre modos se transmitieron bastante correctamente, aunque no en detalle. El periodista y diseñador de juegos Ollie Barder destacó el uso equilibrado de habilidades especiales y el sistema de consumo de energía. El corresponsal de IGN prefirió el juego en sí a un DVD de regalo para su primera edición, que contiene fragmentos de la serie animada y comerciales del juguete Transformers. El crítico del sitio web japonés Impress Watch, Fukuda Sakutaro, elogia la trama y los diseños de personajes, que se hacen eco de la fuente, resumió la principal ventaja en crear sentimientos nostálgicos entre los usuarios.
El juego ha sido criticado por controles extremadamente incómodos y que no responden, incluso sin el común giro rápido mecánico en la dirección opuesta, sin la capacidad de abandonar el cuerpo a cuerpo y el contraataque al realizar un bloqueo; por movimiento fallido y casi incontrolado sistema de cámara virtual La transformación al modo vehículo tiene poca funcionalidad para los vehículos, entre otras cosas, debido a la pequeña superficie de los lugares donde se desarrollan las batallas, pero puede ser aplicable para una pronta selección de bonificaciones y causando daño a los enemigos al colisionar con ellos.
Los gráficos son angulares: El portal español Meristation nota "dientes de sierra" y "popping" de polígonos. El entorno y en particular las texturas son primitivos y monótonos. Como lo expresó el crítico de IGN, Ivan Sulik, lo único que se podría decir que es remotamente positivo acerca de las texturas del juego es su mera presencia, que es al menos mejor que gráficos wireframe. La animación de los personajes es entrecortada y es del mismo tipo para diferentes robots. Los salvapantallas están tecnológicamente, según Sulik, al nivel de los gráficos del juego lanzados al año siguiente Transformers (también conocido como Transformers Armada) de este universo de la división australiana del estudio Atari. En total, los críticos consideran que el componente gráfico es más bien característico de una generación de juegos para la consola anterior PlayStation.
La base de datos incorporada no es muy completa y no incluye, por ejemplo, información sobre el tamaño de los robots y los dibujos animados en los que aparecían. En el juego en sí, para simplificar la mecánica de combate, todos los personajes tienen la misma escala.
Los actores de voz en off intentan imitar las características de las voces, así como los patrones de habla de la primera serie animada, pero en general la actuación de voz es de gran calidad, al igual que los propios textos. El acompañamiento musical no tiene relación con las obras originales, efectos de sonido, por el contrario, son reconocibles y apropiados, pero ambos no tienen nada de especial.
Ivan Sulik llama a Transformers una especie de análogo peatonal, incómodo y aburrido de Grand Theft Auto. Ollie Barder y columnista de la edición en español de Vandal, Luis Sanjurjo señalan similitudes con slasher Dynasty Warriors, pero notan diferentes aspectos en este jugabilidad contextual: mientras que el primero habla de más herramientas de combate con controles torpes y menos profundidad, el segundo escribe sobre el dinamismo mucho menor de las batallas, citando la participación simultánea en ellas de solo hasta 5 oponentes. Chris Hoffman de la revista Play afirma que el juego no es comparable en calidad a Transformers de 2004 incluso en la versión pre-alfa de eso; según su impresión, estaba mal depurado. En esto coincide Sanjurjo, según quien en la versión beta el juego era uno de los peores productos en aquel momento para la PlayStation 2. El sitio web de IGN incluyó a Transformers entre los cinco peores juegos japoneses de 2003, destacándolo especialmente.
La mayoría de los críticos están de acuerdo sobre la jugabilidad monótona y poco interesante, pero están divididos sobre quién tendría sentido recomendar el juego: Barder, las publicaciones en línea Comic Book Resources e Impress Watch, la revista Edge creen que puede interesar al menos fanáticos del universo Transformers, desde el punto de vista de IGN y Vandal, ni siquiera los fans deberían prestarle atención.